# Malumfashi
Malumfashi es una localidad del estado de Katsina, en Nigeria, con una población estimada en marzo de 2016 de 246 900 habitantes.
Se encuentra ubicada al norte del país, a poca distancia al sur de la frontera con Níger y al oeste de la ciudad de Kano.